# Fritz von der Schulenburg (Landrat)
Friedrich Wilhelm Christoph Daniel Graf von der Schulenburg-Angern (* 2. Januar 1843 in Angern; † 24. März 1921 ebenda) war ein deutscher Landrat, Mitglied des Preußischen Herrenhauses und Fideikommissherr auf Angern.

## Leben

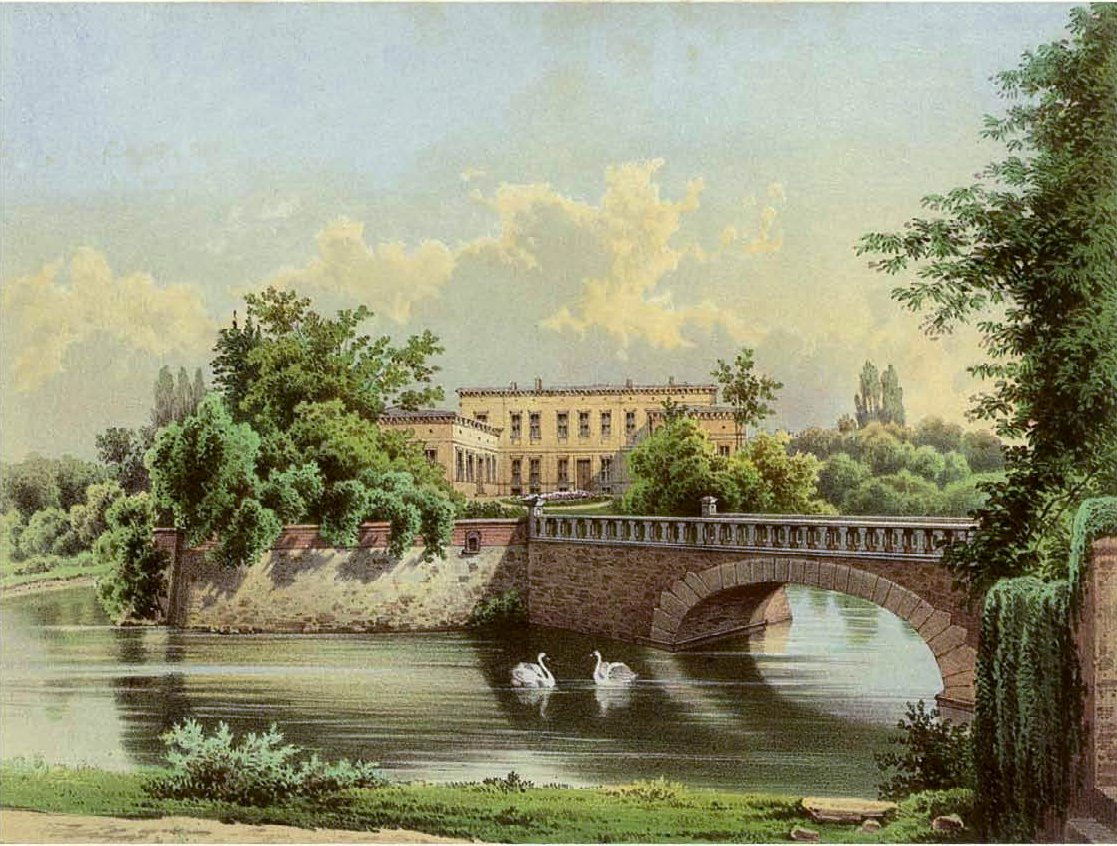
Schloss Angern um 1871/73 nach der Sammlung Alexander Duncker

Seine Eltern waren Edo Friedrich Christoph Daniel von der Schulenburg (* 27. April 1816; † 6. August 1904) und dessen Ehefrau Helene Alexandrine von Schöning (* 25. April 1823; † 13. April 1901). Friedrich Wilhelm IV., König von Preußen, war sein Taufpate.
Nach dem Besuch der Klosterschule Roßleben studierte er ab 1862 Rechtswissenschaften in Göttingen (Mitglied des Corps Saxonia) und wurde nach dem Assessorexamen 1877 Kreisrichter in Landeck. Nach dem Wechsel in die Verwaltungslaufbahn übernahm er 1878 als Landrat die Verwaltung des Kreises Eckartsberga. 1897 wurde er Oberpräsidialrat in Hannover, 1903 Landrat des Kreises Wolmirstedt (bis 1914). Im Ersten Weltkrieg vertrat er die Landräte von Stendal und Wolmirstedt.
1904 übernahm er den Fideikommiss Angern von seinem Vater. Fritz Graf von der Schulenburg war von 1907 bis zu dessen Auflösung 1918 Mitglied des Preußischen Herrenhauses. Seine letzten Lebensjahre verbrachte er auf seinem Gut in Angern.

## Familie
Er heiratete am 14. Juli 1880 Luise Karoline Friedericke Melanie von Angern-Stilcke (* 19. August 1859 in Wülfingerode; † 3. Oktober 1895 ebenda), eine Tochter von Kuno Friedrich Gustav Karl von Angern-Stilcke (1829–1907), letzter männlicher Nachkomme derer von Angern-Stilcke, und Melanie Laura Esthritha Caroline, geb. Gräfin Hue de Grais (* 1837, Schwester von Robert Hue de Grais). Die Trauung fand in Wülfingerode statt, wo die Freiherren von Angern-Stilcke ein Rittergut besaßen.
Aus der Ehe gingen vier Kinder hervor:
- Die Tochter Edith (* 15. September 1881 in Kölleda; † 6. November 1970 in Göttingen) war mit dem Landrat Wilhelm von Bismarck verheiratet.
- Der Sohn Sigurd-Wilhelm (* 26. September 1882 in Kölleda; † 9. Juni 1956 in Alfeld (Leine)) war mit Paula Kreplin verheiratet. Er schied nach dem Tod seines Vaters aus dem Staatsdienst aus und übernahm 1921 den Fideikommiss Angern. Daneben war er als Schriftsteller tätig und in der Zeit des Nationalsozialismus Mitglied der Bekennenden Kirche. 1945 wurde er mit seiner Familie im Zuge der Bodenreform aus Angern ausgewiesen.
- Die Tochter Gisela (* 10. Mai 1886 in Kölleda; † 23. Oktober 1972 in Neubeuern) war mit Hans Graf von Wintzingerode, Sohn des Wilko Levin von Wintzingerode, verheiratet.[2] Nachdem ihr Mann am 27. Oktober 1914 im Ersten Weltkrieg in Belgien gefallen war, verwaltete sie den Fideikommiss Bodenstein für ihren unmündigen Sohn. Auch sie war engagiertes Mitglied der Bekennenden Kirche und bot der kirchlichen Opposition in der NS-Zeit auf der Burg Bodenstein einen Treffpunkt. 1945 wurde die Familie Wintzingerode im Zuge der Bodenreform von ihrem Besitz vertrieben.
- Die Tochter Ilse (* 27. Februar 1891 in Kölleda; † 9. April 1928 in Wülfingerode) blieb unverheiratet und wurde Krankenschwester. In dem ihrer Familie gehörenden Gut Wülfingerode richtet sie im Ersten Weltkrieg ein Lazarett ein.